# Четири стране света (представа)
Четири стране света је позоришна представа коју је режирао Предраг Штрбац према делу Предрага Јеротијевића.
Представа је реализована у продукцији позоришта ДАДОВ, као 149. премијера омладинског позоришта.
Премијерно приказивање било је 6. фебруара 1997.
Мајстор тона био је Игор Шокота а техничком реализацијом руководио је Сашко Крстев.

## Улоге
| Лица              | Глумци              |
| ----------------- | ------------------- |
| Гордан Даниловић  | Срђан Ј. Карановић  |
| Ана Петрић        | Ана Кораћ           |
| Борко Павловић    | Горан Јевтић        |
| Александар Гузина | Ненад Стојменовић   |
| Црногорац         | Марко Медовић       |
| Лукас             | Владимир Маринковић |